# Тітіріджі амазонійський
Тітірі́джі амазонійський (Hemitriccus minor) — вид горобцеподібних птахів родини тиранових (Tyrannidae). Мешкає в Амазонії.

## Підвиди
Виділяють три підвиди:
- H. m. minor (Snethlage, E, 1907) — південний схід бразильської Амазонії (нижня течія річок Шінгу і Токантінс в штаті Пара);
- H. m. snethlageae (Snethlage, EH, 1937) — центр бразильської Амазонії (від лівобережжя Мадейри на схід до правобережжя Тапажоса та на південь до північної Рондонії і північно-західного Мату-Гросу) і північно-східна Болівія (схід Бені і Санта-Крусу);
- H. m. pallens (Todd, 1925) — захід бразильської Амазонії (від штату Амазонас на схід до західних берегів Ріу-Неґру і Мадейри).

## Поширення і екологія
Амазонійські тітіріджі мешкають в Бразилії і Болівії. Вони живуть в амазонській сельві і варзейських лісах (тропічних лісах у заплавах Амазонки і її притоків). Зустрічаються на висоті до 600 м над рівнем моря.